# Мефодий (патриарх Антиохийский)
Патриа́рх Мефо́дий Баро́цис (греч. Ο Πατριάρχης Μεθόδιος Μπαρότσης; 1771, Наксос — 6 июля 1850, Дамаск) — епископ Антиохийской православной церкви; с 1823 по 1850 годы — патриарх Антиохийский.
Родился в 1771 году на острове Наксосе. Не получил систематического духовного образования, но отличался благоразумием и приверженностью православному благочестию. До своего избрания на антиохийскую патриаршию кафедру, был диаконом и протосинкеллом Паронаксийской митрополии. После кончины митрополита Паронаксийского Неофита (Лахобари), в 1811 году переехал в Константинополь, где 25 мая 1823 года избран патриархом Антиохиским.
В 1826 году, во время греческого восстания, распоряжением султана Махмуда II был заключён в тюрьму и лишь в день Пасхи был освобождён из заключения, после чего вновь взят под стражу.
На протяжении всего периода патриаршества предпринимал попытки благоустроения церковной жизни, но бейрутское восстание 1848 года свело эти труды к нулю.
Скончался 6 июля 1850 года в Дамаске.